# Problema de jerarquía pequeño
En física de partículas el pequeño problema de jerarquía en el Modelo Estándar Supersimétrico Mínimo (MSSM, por sus siglas en inglés) es un refinamiento del Problema de jerarquía. De acuerdo con la teoría cuántica de campos, la masa del bosón de Higgs debe ser bastante ligero para que la teoría electrodébil funcione. Sin embargo, las correcciones de loop a la masa son naturalmente mucho mayores; esto se conoce como el problema de jerarquía.
Nuevos efectos físicos, tales como la supersimetría pueden, en principio, reducir el tamaño de las correcciones de lazo, haciendo la teoría natural. Sin embargo, se sabe a partir de experimentos que estos nuevos efectos físicos tales como las S-Partículas no se producen a escalas de muy bajo nivel de energía, por lo que incluso si estas nuevas partículas reducen las correcciones de lazo, no las reducen lo suficiente como para hacer que la masa del Bosón de Higgs renormalizado sea completamente natural. El valor esperado de la masa del Higgs es de aproximadamente del 10 por ciento del tamaño de las correcciones de lazo, lo que demuestra que una cierta "pequeña" cantidad de ajuste fino parece necesario.
Los físicos de partículas tienen diferentes opiniones acerca de si el pequeño problema de jerarquía es grave.